# Съвременна чуждестранна психология
Съвременна чуждестранна психология е психологическа поредица на издателство „Наука и изкуство“.
Издава се в периода 1982 – 2006 г. Първата книга, която излиза от поредицата, е „Стрес без дистрес“ на Ханс Селие.
В поредицата са издадени книги на известни психолози като Зигмунд Фройд, Бъръс Скинър, Ерик Ериксън, Дуейн Шулц, Анри Валон и други, включително на съветските психолози Лев Виготски, Александър Лурия и Дмитрий Узнадзе.

## Книги от поредицата
- Ханс Селие. Стрес без дистрес. Изд. Наука и изкуство, 1982
- Лев Виготски. Мислене и реч. Изд. Наука и изкуство, 1983
- Александър Лурия. Език и съзнание. Изд. Наука и изкуство, 1984
- Дмитрий Узнадзе. Установка. Поведение. Дейност. Изд. Наука и изкуство, 1985
- Колектив= Психологическа теория на колектива. Изд. Наука и изкуство, 1986
- Фридхарт Кликс. Пробуждащото се мислене. Изд. Наука и изкуство, 1986
- Колектив. Модел за личност. Изд. Наука и изкуство, 1987
- Колектив. Диагностика на психичното развитие. Изд. Наука и изкуство, 1988
- Анри Валон и Рене Зазо. Детството. Изд. Наука и изкуство, 1988
- Майкъл Аргайл и Майкъл Хендерсън. Анатомия на човешките отношения. Изд. Наука и изкуство, 1989.
- Тадеуш Томашевски. Основни идеи в съвременната психология. Изд. Наука и изкуство, 1989
- Зигмунд Фройд. Въведение в психоанализата. Изд. Наука и изкуство, 1990
- Зигмунд Фройд. Отвъд принципа на удоволствието. Изд. Наука и изкуство, 1992
- Зигмунд Фройд. Въжделение и страдание. Изд. Наука и изкуство, 1996
- Бъръс Скинър. Отвъд свободата и достойнството. Изд. Наука и изкуство, 1996
- Елиът Арансон. Човекът-социално животно. Изд. Наука и изкуство, 1996
- Ерик Ериксън. Идентичност, младост, криза. Изд. Наука и изкуство, 1996
- Скот Саймън Фер. Въведение в груповата терапия. Изд. Наука и изкуство, 2002
- Робърт Стърнбърг. Успешната интелигентност: как практическата и творческата интелигентност определя успеха в живота. Изд. Наука и изкуство., 2002
- Дуейн Шулц. Психология на растежа. Изд. Наука и изкуство, 2004
- Робърт Е. Славин. Педагогическа психология. Изд. Наука и изкуство, 2004
- Пол Вацлавик, Джанет Б. Бавелас, Дон Д. Джаксън. Прагматика на човешкото общуване. Изд. Наука и изкуство, 2005
- Дуейн Шулц и Сидни Шулц История на модерната психология. Изд. Наука и изкуство, 2006